# 오메프라졸
오메프라졸(영어: omeprazole)은 소화성 궤양 질환, 소화불량, 위식도 역류질환, 역류성 인후두염, 졸링거-엘리슨 증후군(Zollinger-Ellison syndrome)에 사용하는 약물로, 양성자 펌프 억제제(proton pump inhibitor)다. WHO 필수 의약품 목록에 속한다. WHO 필수 약물 중 항궤양제로는 오메프라졸과 라니티딘이 있다.

## 효능
위산 분비를 억제하여 위궤양, 십이지장궤양, 역류성 식도염의 증상을 완화한다.

## 작용 기전
오메프라졸을 포함하는 양성자 펌프 억제제는 모든 제제가 비슷한 구조다. 양성자 펌프 억제제는 위의 벽세포에 존재하는 양성자 펌프에 비가역적으로 결합함으로써 위산이 분비되지 못하게 한다.

## 특징
양성자 펌프 저해제는 산성환경에서 활성화된다. 일반적인 경우 공복 시 위액의 pH는 1.2~1.8이고 식사 후에는 3.5~5.0이다. 따라서 아침 첫 식사 30~60분 전에 복용해야 한다. 양성자 펌프 저해제는 간에 존재하는 효소인 시토크롬 P450에 의해 대사된다. 따라서 시토크롬 P450과 관련있는 약물과 함께 투여할 경우 상호작용이 있을 수 있으므로 주의해야한다.